# Григорівка (Кобеляцька міська громада)
Григорі́вка — село в Україні, у Кобеляцькій міській громаді Полтавського району Полтавської області. Населення становить 68 осіб.

## Географія
Село Григорівка знаходиться за 4 км від дельти річки Ворскла, за 1,5 км від села Дашківка. Через село проходить великий іригаційний канал.

## Історія
12 червня 2020 року, відповідно до розпорядження Кабінету Міністрів України № 721-р «Про визначення адміністративних центрів та затвердження територій територіальних громад Полтавської області», село увійшло до складу Кобеляцької міської громади.
19 липня 2020 року, в результаті адміністративно - територіальної реформи та ліквідації Кобеляцького району, село увійшло до складу новоутвореного Полтавського району Полтавської області.